# Notothyladaceae
Notothyladaceae — єдина родина квіткорогофітів у порядку Notothyladales.